# Serra da Marofa
A Serra da Marofa é uma elevação com 977 metros de altitude máxima, situada na região do Centro (Região das Beiras) e sub-região da Beira Interior Norte, distrito da Guarda, na zona de Terras de Riba-Côa. Situa-se essencialmente no território do município de Figueira de Castelo Rodrigo.

## Pontos de Interesse
A Serra da Marofa é percorrida pelo rio Côa, tendo como principal cidade e concelho a visitar Pinhel, tal como a vila e sede do concelho de mesmo nome, Figueira de Castelo Rodrigo e a aldeia histórica de Castelo Rodrigo.
A zona é caracterizada pela existência de uma grande biodiversidade, de onde se destacam, na fauna, o falcão, a lebre/coelho e a perdiz, e na flora, a amendoeira, a oliveira e o pinheiro.
A nível patrimonial, destacam-se, os Castelos de Pinhel e de Castelo Rodrigo, para além do Pelourinho de Pinhel. Porém, existem dezenas de locais históricos de grande valor patrimonial no concelho de Pinhel e de Figueira de Castelo Rodrigo. Como local obrigatório na visita à Serra da Marofa é o miradouro no alto de um dos pontos da serra, perto de Castelo Rodrigo, onde se localiza uma réplica do Cristo-Rei e onde se obtém uma panorâmica fantástica da zona da Beira Alta e Alto Douro.

## Etimologia
O nome da Serra é disputado entre os que advogam a grafia MAROFA e os que defendem MOROFA  (etimologicamente: Mor - maior; ofa - monte). Nos escritos anteriores a 1900, a grafia que encontramos é MOROFA. Algumas pessoas idosas da região dizem com graça que o nome da serra é Morofa e que Marofa é o nome do vinho e do queijo. Em 1878 era indicada como Serra da Magrofa.
Em 1890 publicou-se um jornal em Figueira de Castelo Rodrigo cujo título era "Echos da Morofa". Actualmente publica-se um jornal com o título "Ecos da Marofa".
Há estudos sobre a designação correcta da serra da autoria de Dinis Cabral e de Anísio Soares. A questão acerca da designação correcta da serra surgiu de uma polémica entre um natural da região, Anísio Soares, (defendendo a grafia MOROFA) e um padre que para ali foi viver cerca de 1945 (padre Canário) que defendia  a grafia MAROFA.
Entretanto Adriano Vasco Rodrigues, arqueólogo natural da Guarda, acrescentou a esta questão a seguinte novidade: a toponímia Marofa pode provir do árabe onde significa literalmente « A que indica o caminho».

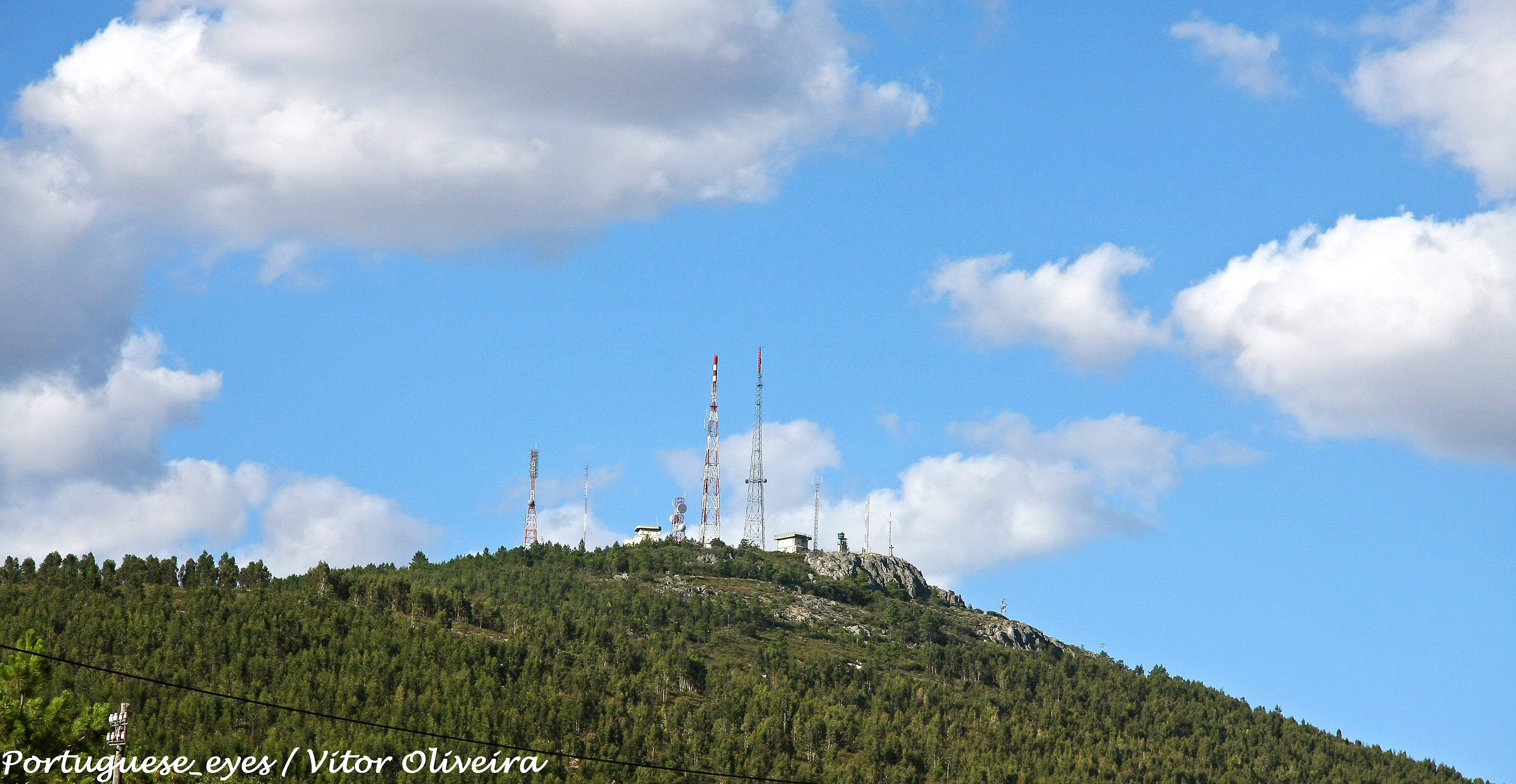
Topo da Serra da Marofa, com torres de emissão de Rádio e Televisão
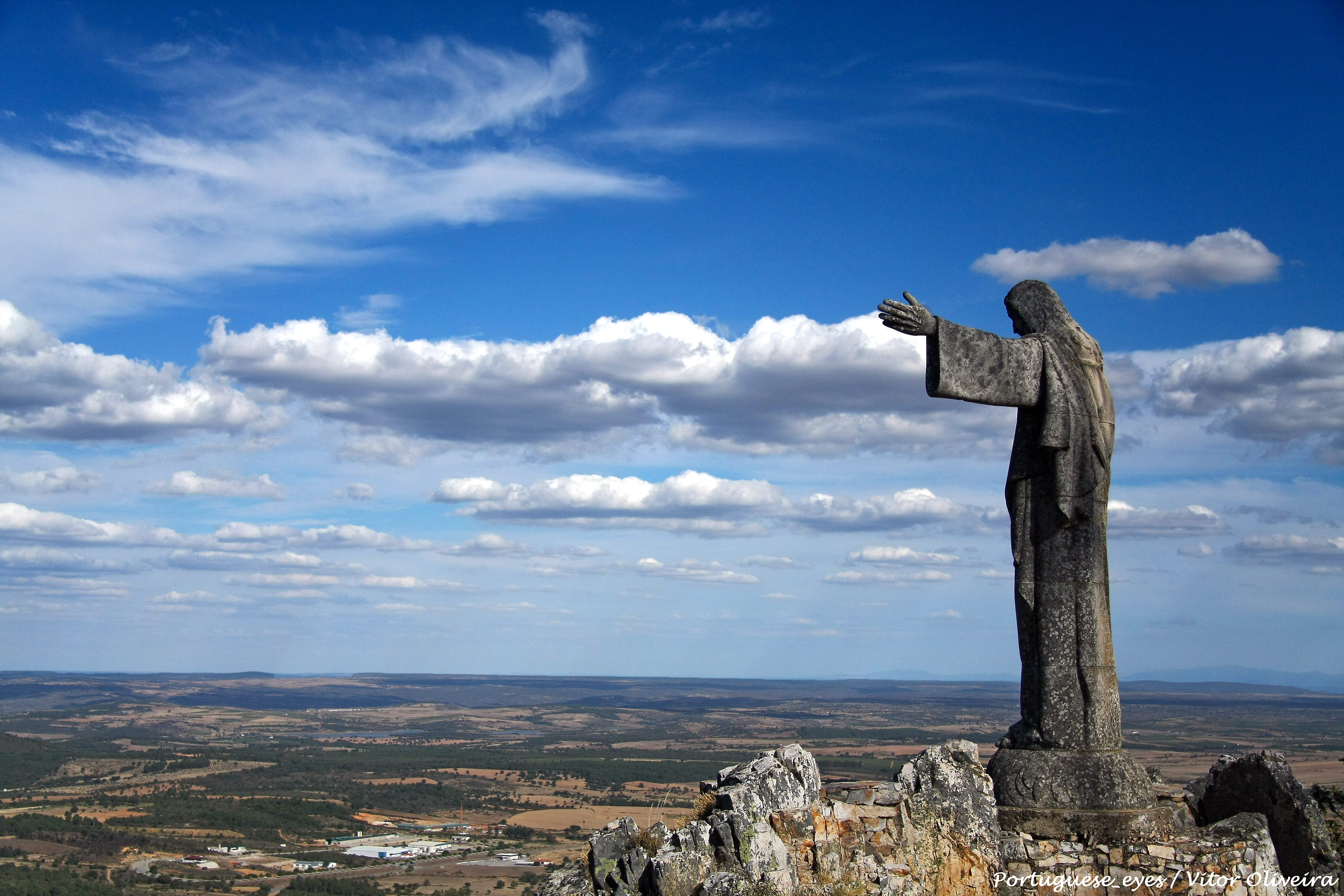
Réplica do Cristo Rei, em tamanho diminuído, na Serra da Marofa